# Strange Tales

Strange Tales (vol. 3), illustrato da Ricardo Villagrán

Strange Tales è una serie a fumetti antologica, pubblicata dalla Marvel Comics dal giugno 1951 al novembre 1976. Ha ospitato anche storie dei personaggi di Dottor Strange, Nick Fury, Agent of S.H.I.E.L.D. oltre a storie fantascientifiche e di suspense realizzate da Jack Kirby, Steve Ditko e Jim Steranko. In precedenza era stato il anche nome di due pulp magazine.

## Storia editoriale

### Prima serie
La serie ha esordito nel giugno 1951 con il nome di Strange Tales of Mystery and Terror che manterrà fino al n° 67 del febbraio 1959, specializzata in storie di fantascienza e horror illustrate a fumetti. Dal 1962 inizia a ospitare delle serie regolari incentrate su personaggi come Torcia Umana, Dottor Strange e Nick Fury fino a quando, nel 1968 con il n° 188 (novembre 1976) si interrompe per essere sostituita dalla testata dedicata al Dottor Strange.

#### Serie a fumetti e personaggi principali
Jack Kirby & Dick Ayers cominciarono a disegnare le avventure della Torcia Umana (Johnny Storm) dal n.101 (ottobre 1962) al n.123 (agosto 1964), dal n.124 (settembre 1964) con Torcia Umana (Johnny Storm) e la Cosa cominciano le avventure disegnate da Dick Ayers & Bob Powell e terminano al n.134 (luglio 1964). La prima apparizione del Dott.Stephen Strange fu sul n.110 (luglio 1963) a firma di Stan Lee (testi) e Steve Ditko, Bill Everett (disegni), l'avventura continuò dal n.111 e finì col n.168 (maggio 1968). La vicenda del Doc.Strange proseguì dal n.169 (giugno 1968) a opera di Roy Thomas & Dan Adkins. Dopo i successi riscossi dalla storia a fumetti sugli albi Sgt.Fury and his Howling Commandos, le avventure di "Nicholas Joseph Fury" proseguirono negli albi a fumetti di Strange Tales dal n.135 (agosto 1965) al n.168 (maggio 1968) creati da Stan Lee (testi) & Jack Kirby (disegni), Don Heck (disegni) e Jim Steranko (storia e disegni). La storia continuò come "Nick Fury, Agent of S.H.I.E.L.D." dal n. 1 (giugno 1968) da Jim Steranko (storia e disegni).
Dal settembre 1973 la testata riprende proseguendo la numerazione da dove si era fermata e presentando al suo interno le storie di Fratello Voodoo e Golem. Dal numero 178 per quattro albi la serie ospita Adam Warlock per poi, dopo aver ristampato alcune storie del Dottor Strange, chiudere definitivamente.
Strange Tales Annual
Due albi annuali (1962/1963) di ristampe:
- n. 1 (1962), totale 72 pagine
  - Journey into Mystery n.53, 55 (1959) e n.59 (1960)
  - Strange Tales n.73,76 e 78 (1960)
  - Tales of Suspense n. 7 e 9 (1960)
  - Tales to Astonish n. 1, 6 (1959) e 7 (1960)
- n. 2 (1963), totale 70 pagine
  - Torcia Umana (non è una ristampa, titolo: "The dazzling Human Torch, on the trail of the amazing Spider-Man!", 18 pagine) a firma di Stan Lee (storia), Jack Kirby (disegni) & Steve Ditko (inchiostro).
  - Strange Tales n. 67 (1959)
  - Strange Worlds n. 1 (1958), 2 e 3 (1959)
  - World of Fantasy n. 16 (febbraio 1959)

### Strange Tales of the Unusual
Serie a fumetti antologica pubblicata dalla Marvel dal dicembre 1955 all'agosto 1957.

### Seconda serie
Negli anni ottanta venne pubblicata una seconda serie della testata edita dall'aprile 1987 all'ottobre 1988 per 19 numeri che ha presentato storie di Cloak e Dagger e del Doctor Strange dopo la chiusura della seconda serie dedicata al personaggio.

### Speciali
Strange Tales: nel novembre 1994 venne edito un numero speciale con un team-up tra il Dr. Strange, la Cosa e la Torcia Umana.
Strange Tales: Dark Corners: nel maggio 1998 venne edito un numero speciale che raccoglie storie dei personaggi Cloak e Dagger, Morbius e Gargoyle.

### Quarta serie
Miniserie di due numeri edita nel 1988 con storie di Werewolf by night e dell'Uomo Cosa.

### Quinta serie
Miniserie di tre numeri ambientata in un universo alternativo edita nel 2009.